# شاهزاده (فیلم ۲۰۱۰)
«شاهزاده» (انگلیسی: Prince) فیلمی هندی است که در سال ۲۰۱۰ منتشر شد.